# Mélissa Page
Mélissa Page (ur. 24 listopada 1991) – szwajcarska lekkoatletka, tyczkarka.
Piąta zawodniczka Europejski Festiwalu Młodzieży (2007). Wielokrotna medalistka mistrzostw kraju.

## Rekordy życiowe
- Skok o tyczce – 3,92 (2011)